# Yi mein
Se llama yi mein, o también fideos e-fu, yee-fu, yi o yify, a un tipo de fideos chinos planos de huevo hechos con harina de trigo. Son conocidos por su color amarillo dorado y su textura. Son algo duros y resultan levemente esponjosos debido al agua carbonatada que se añade a la masa (frente al agua normal sin carbonatar que se usa para otros fideos). Los fideos yi mein se usan con mayor frecuencia en la gastronomía cantonesa del sur de China y Hong Kong. También son populares en restaurantes de barrios chinos extranjeros.
Estos fideos sueles comercializarse habitualmente secos, en envases plásticos. Vienen con forma de bloques secos planos. El proceso de fabricación incluye freír los fideos frescos y secarlos hasta dejarlos así.

## Recetas
Los fideos yi mein pueden cocinarse de muchas formas. Primero se hierven y luego pueden saltearse o usarse en sopas o ensaladas. Los de buena calidad mantienen su elasticidad, permitiendo que los fideos se estiren y sigan siendo masticables.
Es habitual consumirlos de las siguientes formas:
- Yi mein hervidos
- yi mein hervidos con cebollino chino (韭王)
- Yi mein secos fritos (乾炒伊麵)
- Yi mein con carne de cangrejo (蟹肉伊麵)

## Tradiciones
Cuando los fideos yi mein se consumen en cumpleaños, suele llamárseles fideos de longevidad o sau mein (壽麵/寿面), acompañándose habitualmente bollos.